# Nguyễn Văn Ngan
Nguyễn Văn Ngan (* 20. September 1943) ist ein ehemaliger südvietnamesischer Radrennfahrer und nationaler Meister im Radsport.

## Sportliche Laufbahn
Nguyễn Văn Ngan war im Straßenradsport aktiv. Er war Teilnehmer der Olympischen Sommerspiele 1964 in Tokio. Im olympischen olympischen Straßenrennen kam er nicht ins Ziel. Im Mannschaftszeitfahren wurde das Team aus Südvietnam mit Huỳnh Anh, Nguyễn Văn Khoi, Nguyễn Văn Ngan und Trần Văn Nen 31. des Wettbewerbs. Über sein weiteres Leben und sportliche Erfolge ist nichts bekannt.